# تشابك الأصابع

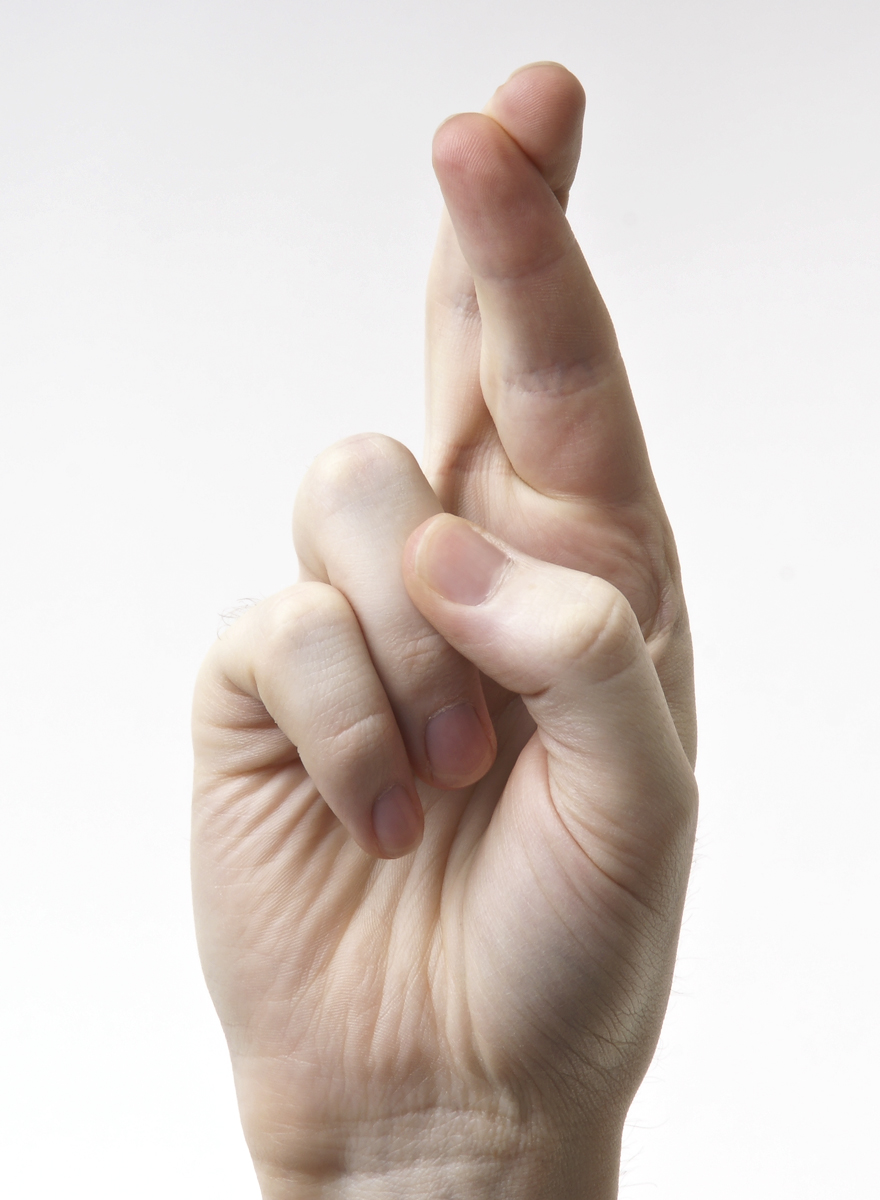
حركة تشابك الأصابع.

تشابك الأصابع هي إيماءة تستخدم عادة لتمني الحظ كما يمكن أن تفسر على أنها محاولة لطلب الحماية من الله.